# Evelyn Ankers
Evelyn Ankers (ur. 17 sierpnia 1918, zm. 29 sierpnia 1985) – brytyjska aktorka filmowa urodzona w Chile.

## Biografia
Urodziła się w 1918 roku. Sławę przyniosły jej role w amerykańskich horrorach lat czterdziestych takich jak Wilkołak. Znana była jako "the Queen of the Screamers" (królowa krzyku). W latach 1936–1950 zagrała w ponad pięćdziesięciu filmach. W wieku 32 lat zrezygnowała z kariery filmowej, stając się gospodynią domową. Od tego czasu jedynie epizodycznie pojawiała się w filmach i produkcjach telewizyjnych.
Zmarła na raka jajnika 29 sierpnia 1985 roku.

## Filmografia[1]
- 1937: Wyspa w płomieniach (Fire Over England)
- 1941: Wilkołak (The Wolf Man)
- 1942: Duch Frankensteina (The Ghost of Frankenstein)
- 1942: Sherlock Holmes and the Voice of Terror
- 1943: Captive Wild Woman
- 1943: Syn Draculi (Son of Dracula)
- 1943: The Mad Ghoul
- 1943: Siostra lokaja (His Butler's Sister)
- 1944: Weird Woman
- 1944: Jungle Woman
- 1944: Zemsta niewidzialnego człowieka (The Invisible Man's Revenge)
- 1945: The Frozen Ghost